# Зіменкова Анастасія Олексіївна
Анастасія Олексіївна Зіменкова (біл. Анастасія Аляксееўна Зімянкова; нар. 21 червня 1999, Борисов, Борисовський район, Мінська область) — білоруська борчиня вільного стилю, срібна призерка Кубку Європейських націй. Майстер спорту міжнародного класу з вільної боротьби.

## Життєпис
Вихованка середньої школи № 22 міста Борисова.
У 2016 році стала чемпіонкою Європи серед кадетів. У 2018 році завоювала срібну медаль чемпіонату Європи серед молоді. Наступного року здобула чемпіонські титули на чемпіонатах Європи серед юніорів та серед молоді. У 2021 році на чемпіонаті Європи серед молоді стала бронзовою призеркою.
Виступає за спортивний клуб Збройних сил.
Студентка Білоруського державного університету фізичної культури.

## Спортивні результати на міжнародних змаганнях

### Виступи на Чемпіонатах світу
| Змагання                        | Збірна     | Вагова категорія          | Місце |
| ------------------------------- | ---------- | ------------------------- | ----- |
| Чемпіонат світу з боротьби 2018 | Білорусь   | жіноча боротьба, до 72 кг | 11    |
| Чемпіонат світу з боротьби 2021 | Білорусь   | жіноча боротьба, до 72 кг | 8     |
| Чемпіонат світу з боротьби 2023 | Шаблон:AIN | жіноча боротьба, до 76 кг | 14    |

### Виступи на Чемпіонатах Європи
| Змагання                         | Збірна     | Вагова категорія          | Місце  |
| -------------------------------- | ---------- | ------------------------- | ------ |
| Чемпіонат Європи з боротьби 2018 | Білорусь   | жіноча боротьба, до 72 кг | Срібло |
| Чемпіонат Європи з боротьби 2019 | Білорусь   | жіноча боротьба, до 72 кг | 6      |
| Чемпіонат Європи з боротьби 2020 | Білорусь   | жіноча боротьба, до 72 кг | 8      |
| Чемпіонат Європи з боротьби 2024 | Шаблон:AIN | жіноча боротьба, до 76 кг | 12     |

### Виступи на Кубках Європейських націй
| Змагання                                 | Збірна   | Вагова категорія | Місце  |
| ---------------------------------------- | -------- | ---------------- | ------ |
| Кубок Європейських націй з боротьби 2016 | Білорусь | команда          | Срібло |

### Виступи на інших змаганнях
| Змагання                                     | Збірна   | Вагова категорія          | Місце  |
| -------------------------------------------- | -------- | ------------------------- | ------ |
| Турнір Олександра Медведя 2016               | Білорусь | жіноча боротьба, до 69 кг | 5      |
| Турнір Олександра Медведя 2017               | Білорусь | жіноча боротьба, до 69 кг | 8      |
| Київський Міжнародний турнір з боротьби 2019 | Білорусь | жіноча боротьба, до 72 кг | Золото |
| Турнір Яшара Догу 2019                       | Білорусь | жіноча боротьба, до 72 кг | Срібло |
| Турнір Маттео Пелліцоне 2020                 | Білорусь | жіноча боротьба, до 72 кг | Срібло |

### Виступи на змаганнях молодших вікових груп
| Змагання                                                      | Збірна     | Вагова категорія          | Місце  |
| ------------------------------------------------------------- | ---------- | ------------------------- | ------ |
| Турнір Олександра Медведя 2016                                | Білорусь   | жіноча боротьба, до 69 кг | 5      |
| Кубок Європейських націй з боротьби 2016                      | Білорусь   | команда                   | Срібло |
| Турнір Олександра Медведя 2017                                | Білорусь   | жіноча боротьба, до 69 кг | 8      |
| Київський Міжнародний турнір з боротьби 2019                  | Білорусь   | жіноча боротьба, до 72 кг | Золото |
| Турнір Яшара Догу 2019                                        | Білорусь   | жіноча боротьба, до 72 кг | Срібло |
| Меморіал Маттео Пелліконе 2020                                | Білорусь   | жіноча боротьба, до 72 кг | Срібло |
| Київський Міжнародний турнір з боротьби 2021                  | Білорусь   | жіноча боротьба, до 72 кг | Бронза |
| Олімпійський кваліфікаційний турнір з боротьби 2020 (Софія)   | Білорусь   | жіноча боротьба, до 68 кг | 13     |
| Відкритий чемпіонат Загреба з боротьби 2024                   | Шаблон:AIN | жіноча боротьба, до 76 кг | 10     |
| Олімпійський кваліфікаційний турнір з боротьби 2024 (Баку)    | Шаблон:AIN | жіноча боротьба, до 76 кг | 5      |
| Олімпійський кваліфікаційний турнір з боротьби 2024 (Стамбул) | Шаблон:AIN | жіноча боротьба, до 76 кг | 5      |

| Змагання                                       | Збірна   | Вагова категорія          | Місце  |
| ---------------------------------------------- | -------- | ------------------------- | ------ |
| Чемпіонат світу з боротьби серед юніорів 2017  | Білорусь | жіноча боротьба, до 72 кг | 9      |
| Чемпіонат світу з боротьби серед юніорів 2018  | Білорусь | жіноча боротьба, до 72 кг | 5      |
| Чемпіонат Європи з боротьби серед юніорів 2019 | Білорусь | жіноча боротьба, до 72 кг | Золото |
| Чемпіонат світу з боротьби серед юніорів 2019  | Білорусь | жіноча боротьба, до 72 кг | 11     |
| Чемпіонат Європи з боротьби серед кадетів 2015 | Білорусь | жіноча боротьба, до 70 кг | 5      |
| Чемпіонат Європи з боротьби серед кадетів 2016 | Білорусь | жіноча боротьба, до 70 кг | Золото |
| Чемпіонат світу з боротьби серед кадетів 2016  | Білорусь | жіноча боротьба, до 70 кг | 8      |
| Чемпіонат Європи з боротьби серед молоді 2017  | Білорусь | жіноча боротьба, до 69 кг | 12     |
| Чемпіонат Європи з боротьби серед молоді 2018  | Білорусь | жіноча боротьба, до 72 кг | Срібло |
| Чемпіонат Європи з боротьби серед молоді 2019  | Білорусь | жіноча боротьба, до 72 кг | Золото |
| Чемпіонат світу з боротьби серед молоді 2019   | Білорусь | жіноча боротьба, до 72 кг | 12     |
| Чемпіонат Європи з боротьби серед молоді 2021  | Білорусь | жіноча боротьба, до 72 кг | Бронза |
| Чемпіонат світу з боротьби серед молоді 2021   | Білорусь | жіноча боротьба, до 72 кг | 5      |